# 너새니얼 나일스

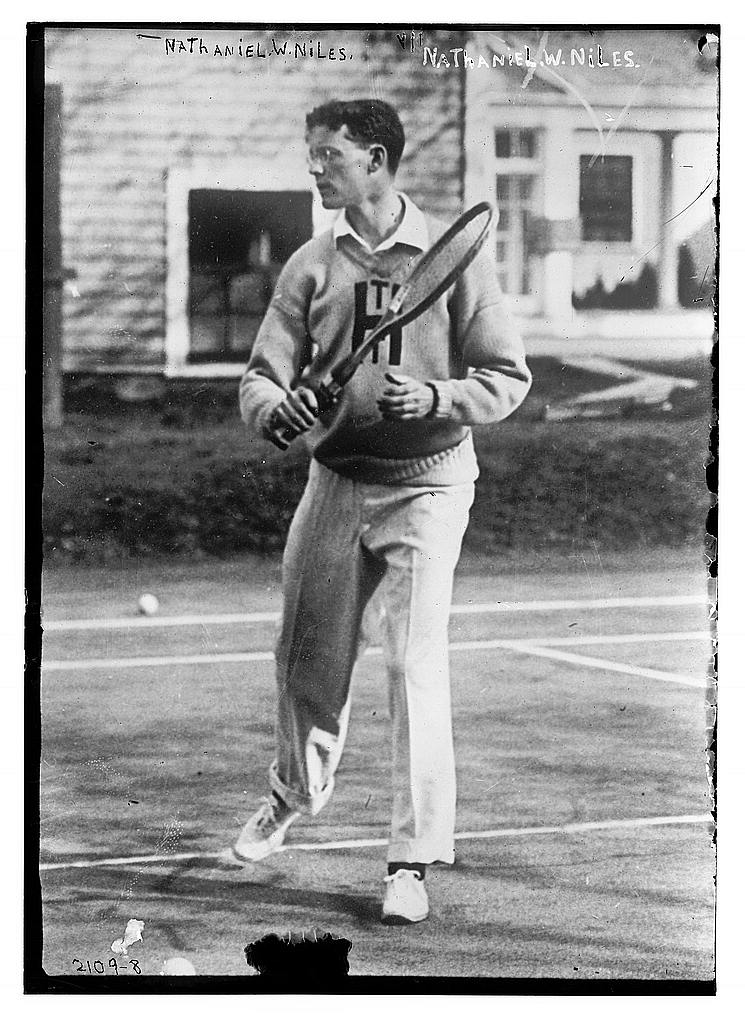

너새니얼 윌리엄 나일스(영어: Nathaniel William Niles, 1886년 7월 5일 - 1932년 7월 11일)는 미국의 테니스 선수이자 피겨 스케이팅 선수였다. 그는 매사추세츠주 보스턴에서 태어나서 브루클린에서 사망했다.
전미국 스케이팅 선수권 대회 남자 싱글 부문에서 3번 우승했고, 페어 스케이팅 부문에서 그의 파트너 테레사 웰드와 함께 9번 우승했다. 또한 테니스 신동이었고, 2000년에 뉴 잉글랜드 테니스 명예의 전당으로 인도되었다. 1932년에 46세의 나이로 사망했다.